# Каниця (Рогозниця)
Каниця (хорв. Kanica) — населений пункт у Хорватії, у Шибеницько-Книнській жупанії у складі громади Рогозниця.

## Населення
Населення за даними перепису 2011 року становило 129 осіб.

## Клімат
Середня річна температура становить 15,93 °C, середня максимальна – 28,41 °C, а середня мінімальна – 4,05 °C. Середня річна кількість опадів – 679 мм.
| Клімат поселення                              | Клімат поселення | Клімат поселення | Клімат поселення | Клімат поселення | Клімат поселення | Клімат поселення | Клімат поселення | Клімат поселення | Клімат поселення | Клімат поселення | Клімат поселення | Клімат поселення | Клімат поселення |
| Показник                                      | Січ.             | Лют.             | Бер.             | Квіт.            | Трав.            | Черв.            | Лип.             | Серп.            | Вер.             | Жовт.            | Лист.            | Груд.            |                  |
| Середній максимум, °C                         | 12,29            | 12,35            | 14,43            | 17,68            | 22,58            | 26,44            | 28,41            | 28,15            | 24,28            | 20,19            | 15,45            | 12,56            |                  |
| Середня температура, °C                       | 8,19             | 8,23             | 10,33            | 13,54            | 18,45            | 22,31            | 25,26            | 25,00            | 21,11            | 17,05            | 12,31            | 9,38             |                  |
| Середній мінімум, °C                          | 4,05             | 4,10             | 6,20             | 9,44             | 14,35            | 18,19            | 22,10            | 21,84            | 17,96            | 13,88            | 9,15             | 6,24             |                  |
| Норма опадів, мм                              | 63               | 53               | 59               | 58               | 46               | 42               | 23               | 39               | 64               | 72               | 86               | 74               |                  |
| Середньомісячна швидкість вітру, м/с          | 3.33             | 3.44             | 3.54             | 3.33             | 2.93             | 2.70             | 2.71             | 2.60             | 2.91             | 3.04             | 3.73             | 3.59             |                  |
| Середньомісячна сонячна радіація, кДж/м²·день | 5518             | 8257             | 12048            | 16784            | 20882            | 23616            | 25209            | 21973            | 16276            | 10579            | 5955             | 4675             |                  |
| --------------------------------------------- | ---------------- | ---------------- | ---------------- | ---------------- | ---------------- | ---------------- | ---------------- | ---------------- | ---------------- | ---------------- | ---------------- | ---------------- | ---------------- |
| Джерело:                                      |                  |                  |                  |                  |                  |                  |                  |                  |                  |                  |                  |                  |                  |